# Evaristus
Svatý Evaristus (Aristus) byl 5. papežem katolické církve. Jeho pontifikát se datuje do let 98/101–105/107. Podle tradice zemřel jako mučedník.

## Život
Datum narození není známo. Zemřel okolo roku 107. V Liberiově katalogu (Catalogus Liberianus – seznam prvních papežů zpracovaný papežem Liberiem okolo roku 350) je jeho jméno uvedeno jako Aristus. V papežských seznamech, ze kterých čerpali církevní historici 2. století sv. Irenaeus a sv. Hippolytus, je uváděn jako čtvrtý následník sv. Petra, který se stal papežem po sv. Klementovi. Tyto prameny rovněž uvádějí dobu pontifikátu v délce osmi let na přelomu století (tj. od r. 98 nebo 99 do roku 106 nebo 107).
Raně křesťanské zdroje nám nenabízejí žádné autentické údaje o jeho životě. V „Liber Pontificalis“ se uvádí, že pocházel z řecké rodiny a byl synem Žida z Betléma. Připisuje se mu nařízení, aby nejen v Římě, ale v každém biskupském sídle bylo sedm jáhnů. Dále údajně z jeho rozhodnutí pochází i to, že sňatky mají být veřejně posvěcovány knězem. Často se uvádí, že byl mučedníkem, ale tato informace není ničím podložena.
Zemřel okolo roku 107 a je pochován ve Vatikánu v blízkosti hrobky sv. Petra. Jeho památku katolická církev připomíná 27. října.